# بيتر جي. برينان
بيتر جي. برينان هو نقابي وسياسي أمريكي، ولد في 24 مايو 1918 في نيويورك في الولايات المتحدة، وتوفي في 2 أكتوبر 1996 في ماسابيكوا في الولايات المتحدة. نشط حزبياً في الحزب الديمقراطي. وقد انتخب وزير العمل الأمريكي.

## وصلات خارجية
- بيتر جي. برينان على موقع مونزينجر (الألمانية)
- بيتر جي. برينان على موقع إن إن دي بي (الإنجليزية)